# سيسلرية جزرية
سيسلرية جزرية (الاسم العلمي:Sesleria insularis) هي نوع من النباتات تتبع جنس السيسلرية من الفصيلة النجيلية.